# Aritmetikai derivált
A matematikában, azon belül a számelméletben a Lagarias-féle aritmetikai derivált (vagy számderivált) az egész számokon értelmezett függvény. A prímtényezős felbontáson alapszik és a differeciálszámítás szorzatszabályával analóg módon viselkedik.
Az aritmetikai deriváltnak több változata létezik, beleértve az ebben a cikkben tárgyaltat (a Lagarias aritmetikai deriváltat) is. Másik fajtája például az Ihara-derivált és a Buium-derivált. Az aritmetikai derivált Josè Mingot Shelly spanyol matematikus vezette be 1911-ben. A fogalom az 1950-es Putnam-versenyen is megjelent.

## Definíció
Jelölje {\displaystyle D(n)} az {\displaystyle n} természetes szám aritmetikai deriváltját. (A szokásos deriválthoz hasonlóan itt is lehetségesek egyéb jelölések, például {\displaystyle n'}.) Ezt a következőképpen definiáljuk:
- {\displaystyle D(p)\;=\;1} bármilyen {\displaystyle p} prímre .
- {\displaystyle D(nm)\;=\;D(n)m\,+\,nD(m)} minden {\displaystyle n{\textrm {,}}\,m\;\in \;\mathbb {N} }-re (Leibniz-szabály).

A természetes számokra adott definíciót Edward J. Barbeau terjesztette ki. Először is negatív számokra legyen {\displaystyle D(-x)\;=\;-D(x)}. A kiterjesztést folytathatjuk a racionális számokra a hányadosszabály által:
{\displaystyle D\left({\frac {p}{q}}\right)={\frac {D(p)q-pD(q)}{q^{2}}}\ .}
Barbeau megmutatta, hogy ez jóldefiniált függvényt ad meg. 
Victor Ufnarovski és Bo Åhlander kiterjesztette az aritmetikai deriváltat bizonyos irracionális számokra is. Ezekben az esetekben is a fenti képlet érvényes, de a prímek kitevői tetszőleges racionális számok lehetnek, lehetővé téve például a {\displaystyle D({\sqrt {3}})}{\displaystyle D({\sqrt {3}})} {\displaystyle D({\sqrt {3}})}és hasonló kifejezések kiszámítását.
Az aritmetikai derivált emellett definiálható bármely UFD-ben, azaz például a Gauss-egészek és az Eisenstein-egészek gyűrűjében, illetve ezek hányadostesteiben.
Ha az UFD egyben polinomgyűrű, akkor az aritmetikai derivált egybeesik a polinomgyűrűben a szokásos formális deriválttal.
Az aritmetikai derivált továbbá definiálható a moduló {\displaystyle n} egészek gyűrűjében is.

## Elemi tulajdonságok
A Leibniz-szabály következménye, hogy {\displaystyle D(0)=0} ({\displaystyle n=m=0}) és {\displaystyle D(1)=0} ({\displaystyle n=m=1}).
A hatványozási szabály a számderiváltra is érvényes: bármely x és n ≥ 0 egész szám esetén:
{\displaystyle D(x^{n})=nx^{n-1}D(x).}
Ez lehetővé teszi a számderivált kiszámítását a prímtényezős felbontás alapján: ha {\displaystyle x=\prod _{i=1}^{\omega (x)}{p_{i}}^{v_{p_{i}}(x)}}, akkor
{\displaystyle D(x)=\sum _{i=1}^{\omega (x)}\left[v_{p_{i}}(x)\left(\prod _{j=1}^{i-1}{p_{j}}^{v_{p_{j}}(x)}\right)p_{i}^{v_{p_{i}}-1}\left(\prod _{j=i+1}^{\omega (x)}{p_{j}}^{v_{p_{j}}(x)}\right)\right]=\sum _{i=1}^{\omega (x)}{\frac {v_{p_{i}}(x)}{p_{i}}}x=\sum _{\stackrel {p\mid x}{p{\text{ prime}}}}{\frac {v_{p}(x)}{p}}x}
Például:
{\displaystyle D(60)=D(2^{2}\cdot 3\cdot 5)=\left({\frac {2}{2}}+{\frac {1}{3}}+{\frac {1}{5}}\right)\cdot 60=92,}
vagy
{\displaystyle D(81)=D(3^{4})=4\cdot 3^{3}\cdot D(3)=4\cdot 27\cdot 1=108.}
A k = 0, 1, 2, ... számok számderiváltjai a következők: (A003415 sorozat az OEIS-ben)  :
{\displaystyle 0,0,1,1,4,1,5,1,12,6,7,1,16,1,9,\ldots }

## Logaritmikus aritmetikai derivált
A hagyományos logaritmikus deriválttal analóg módon definiálható a logaritmikus aritmetikai derivált:
{\displaystyle \operatorname {ld} (x)={\frac {D(x)}{x}}=\sum _{\stackrel {p\mid x}{p{\text{ prime}}}}{\frac {v_{p}(x)}{p}}}.
Ez egy teljesen additív függvény, azaz {\displaystyle \operatorname {ld} (x\cdot y)=\operatorname {ld} (x)+\operatorname {ld} (y)}.

## Egyenlőtlenségek és korlátok
EJ Barbeau vizsgálta az aritmetikai derivált korlátait.
{\displaystyle D(n)\leq {\frac {n\log _{2}n}{2}}}
és
{\displaystyle D(n)\geq \Omega (n)n^{\frac {\Omega (n)-1}{\Omega (n)}}}
Dahl, Olsson és Loiko megállapította, hogy
{\displaystyle D(n)\leq {\frac {n\log _{p}n}{p}}}

## Számelméleti jelentősége
Victor Ufnarovski és Bo Åhlander vizsgálták az aritmetikai derivált kapcsolatát fontos számelméleti sejtésekkel, például az ikerprím-sejtéssel és a Goldbach-sejtéssel. Megmutatták, hogy a Goldbach-sejtésből következne, hogy minden k > 1-re létezik olyan n, hogy D(n) = 2k. Az ikerprím-sejtésből pedig az következne, hogy végtelen sok olyan k szám létezik, amelyre D2(k) = 1.

## Fordítás
Ez a szócikk részben vagy egészben  az   Arithmetic derivative című angol Wikipédia-szócikk ezen változatának fordításán alapul.  Az eredeti cikk szerkesztőit annak laptörténete sorolja fel. Ez a jelzés csupán a megfogalmazás eredetét és a szerzői jogokat jelzi, nem szolgál a cikkben szereplő információk forrásmegjelöléseként.